# Worachit Kanitsribumphen
Worachit Kanitsribumphen (thailändisch อวรชิต กนิตศรีบำเพ็ญ, * 24. August 1997 in Mae Rim), auch als Yim (thailändisch ยิม) bekannt, ist ein thailändischer Fußballspieler.

## Karriere

### Verein
Worachit Kanitsribumphen erlernte das Fußballspielen in der Jugendmannschaft des Erstligisten Chonburi FC in Chonburi. Hier unterschrieb er 2013 auch seinen ersten Profivertrag. Im ersten Jahr wurde er an den Phanthong FC ausgeliehen. Der Verein aus Sri Racha spielte in der dritten Liga, der Regional League Division 2. Hier trat der Verein in der Central/East–Region an. Ein Jahr später erfolgte eine Ausleihe zum damaligen Zweitligisten Sriracha FC. Die letzte Ausleihe erfolgte im Jahr 2015 an den Phanthong FC. Mitte 2015 kehrte er nach der Ausleihe nach Chonburi zurück. 2016 gewann er mit Chonburi den FA Cup. Aufgrund des Todes von König Bhumibol Adulyadej wurde der Wettbewerb 2016 nach dem Viertelfinale abgebrochen und allen vier verbliebenen Teilnehmern (Chainat Hornbill FC, Chonburi FC, Ratchaburi Mitr Phol, Sukhothai FC) der Titel zugesprochen. Nach 145 Erstligaspielen für Chonburi wechselte er nach der Hinrunde 2021/22 zum Ligakonkurrenten BG Pathum United FC. Am Saisonende feierte er mit dem Verein die Vizemeisterschaft. Am 6. August 2022 gewann er mit BG den Thailand Champions Cup. Das Spiel gegen Buriram United im 80th Birthday Stadium in Nakhon Ratchasima gewann man mit 3:2. Zu Beginn der Rückrunde 2022/23 wechselte er auf Leihbasis im Dezember 2022 zum ebenfalls in der ersten Liga spielenden Port FC. Für Port bestritt er 14 Erstligaspiele, in denen er fünf Treffer erzielte. Nach der Ausleihe wurde er im Sommer 2023 von Port fest unter Vertrag genommen.

### Nationalmannschaft
Von 2015 bis 2016 spielte Worachit Kanitsribumphen zwölfmal in der thailändischen U19-Nationalmannschaft, wobei er elf Tore erzielte. Viermal trug er das Trikot der U-21-Nationalmannschaft. Ab 2015 lief er dann 19 Mal (2 Tore) für die U-23-Nationalmannschaft auf. Sein Debüt für die A-Nationalmannschaft gab er bei der Südostasienmeisterschaft 2021, wo er beim Titelgewinn in sechs Partien zum Einsatz kam und dabei einmal traf. Im Oktober 2024 nahm er mit der Mannschaft am King’s Cup 2024 teil. Im Endspiel am 14. Oktober 2024 im Tinsulanon Stadium in Songkhla besiegte man das Team aus Syrien mit 2:1. 

## Erfolge

### Verein
Chonburi FC
- Thailändischer Pokalsieger: 2016

BG Pathum United FC
- Thailändischer Vizemeister: 2021/22
- Thailändischer Supercup-Sieger: 2022

### Nationalmannschaft
Thailand U23
- Sea Games: 2017
- Dubai Cup: 2017

Thailand U19
- AFF U-19 Youth Championship: 2015

Thailand
- Südostasienmeisterschaft: 2021
- King’s Cup: 2024

## Auszeichnungen
AFF U-19 Youth Championship
- Torschützenkönig: 2015

FA Thailand Award
- Nachwuchsspieler des Jahres: 2018